# 5-メチルサリチル酸
5-メチルサリチル酸（英語: 5-methylsalicylic acid）は、化学式が CH3C6H3(CO2H)(OH) で表される有機化合物である。白色の固体で、塩基性水溶液と極性有機溶媒に溶ける。官能基にカルボン酸とフェノールを含む。4つ存在するメチルサリチル酸の異性体の1つ。
3-メチル安息香酸のヒドロキシル化で合成できる。